# Sophie Creutz
Sophie Creutz, född 14 december 1752 i Lappträsk, död 4 februari 1824 i Nastola, var en finländsk godsägare.
Hon är känd för sin efterlämnade brevsamling, som bland annat legat till grund för en biografisk studie om henne.